# Amkar Perm

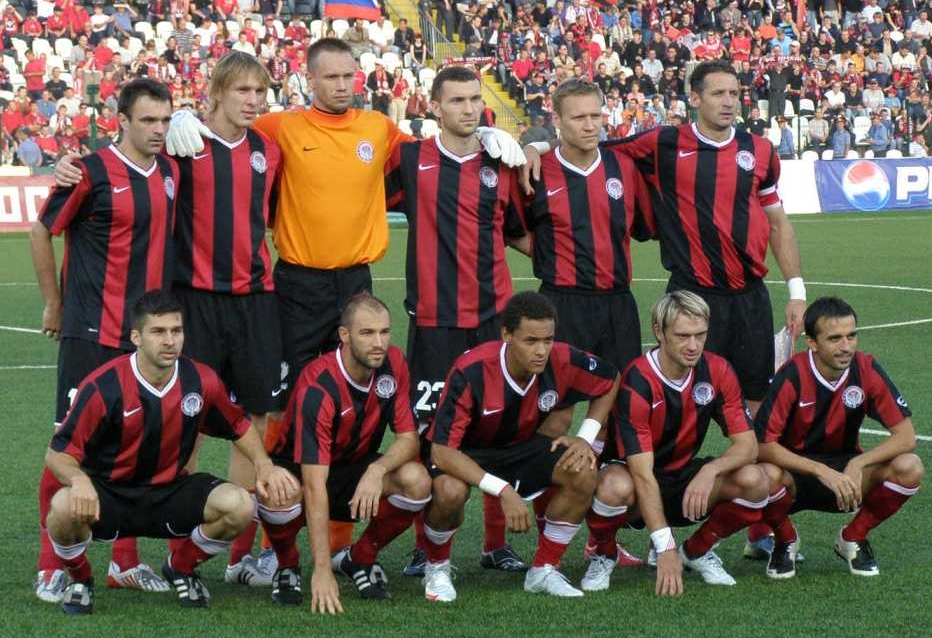
Team van 2009

Amkar Perm (Russisch: Футбольный клуб "Амкар" Пермь) is een voetbalclub uit de stad Perm in Rusland.

## Historie
Amkar (Am voor ammoniak en kar voor carbamide, de belangrijkste grondstoffen van de kunstmestfabriek van de oprichter) speelde zijn eerste wedstrijden als voetbalteam van de fabriek tijdens de Beker van Perm in 1993. In 1994 werd Amkar kampioen van de Russische provincie Oblast Perm. In 1995 werd Amkar Perm een professionele club. Hoewel de club werd opgericht op 1 mei 1993 volgde pas op 6 december 1994 de officiële registratie als proforganisatie.
In 1995 promoveerde de club naar het derde niveau en daar won Amkar Perm in 1998 haar poule. In 2003 werd de club kampioen in de Eerste divisie en speelde sindsdien in de Premjer-Liga. In het seizoen 2017/18 handhaafde de club zich na play-offwedstrijden maar kreeg vervolgens geen licentie voor de hoogste twee niveaus voor het seizoen 2018/19.

## In Europa
Uitslagen vanuit gezichtspunt Amkar Perm
| Seizoen | Competitie    | Ronde     | Land              | Club      | Totaalscore | 1e W    | 2e W    | PUC |
| ------- | ------------- | --------- | ----------------- | --------- | ----------- | ------- | ------- | --- |
| 2009/10 | Europa League | Play-offs | Vlag van Engeland | Fulham FC | 2-3         | 1-3 (U) | 1-0 (T) | 1.0 |

## Bekende (oud-)spelers
- Vladimir Gaboelov
- Martin Jakubko
- Gianluca Nijholt

- Georgi Peev
- Antoni Soldevilla
- Dimitar Telkiyski

- Konstantin Vassiljev
- Jakub Wawrzyniak
- Konstantin Zyrjanov

### Internationals
De navolgende Europese voetballers kwamen als speler van Amkar Perm uit voor een vertegenwoordigend A-elftal. Tot op heden is Konstantin Vassiljev degene met de meeste interlands achter zijn naam. Hij kwam als speler van Amkar Perm in totaal 29 keer uit voor het Estische nationale elftal.
| Naam                 | Van        | Tot        | Totaal | Nationaal elftal |
| -------------------- | ---------- | ---------- | ------ | ---------------- |
| Sjarhej Balanovitsj  | 04.09.2014 | 12.10.2014 | 4      | Wit-Rusland      |
| Michal Breznaník     | 14.08.2013 | 14.08.2013 | 1      | Slowakije        |
| Vital Bulyga         | 28.04.2004 | 22.11.2004 | 6      | Wit-Rusland      |
| Radomir Đalović      | 25.03.2011 | 15.11.2011 | 6      | Montenegro       |
| Nikola Drinčić       | 12.09.2007 | 18.11.2009 | 18     | Montenegro       |
| Vitaliy Fedoriv      | 08.02.2011 | 08.02.2011 | 1      | Oekraïne         |
| Martin Jakubko       | 15.08.2012 | 05.03.2014 | 11     | Slowakije        |
| Vladimirs Kamešs     | 22.03.2013 | 14.08.2013 | 4      | Letland          |
| Maksim Kanoennikov   | 26.05.2014 | 26.06.2014 | 4      | Rusland          |
| Martin Kushev        | 12.09.2007 | 12.09.2007 | 1      | Bulgarije        |
| Andrey Lavrik        | 18.02.2004 | 12.11.2005 | 13     | Wit-Rusland      |
| Mitar Novaković      | 15.10.2008 | 14.08.2013 | 21     | Montenegro       |
| Ghenadie Olexici     | 31.03.2004 | 17.11.2007 | 25     | Moldavië         |
| Georgi Peev          | 06.02.2007 | 12.10.2010 | 10     | Bulgarije        |
| Igor Picuşceac       | 15.08.2012 | 12.10.2014 | 12     | Moldavië         |
| Aleksey Popov        | 03.09.2010 | 12.10.2010 | 4      | Kazachstan       |
| Stevica Ristić       | 03.09.2010 | 26.03.2011 | 6      | Macedonië        |
| Albert Sarkisyan     | 04.06.2005 | 04.06.2005 | 1      | Armenië          |
| Zahari Sirakov       | 06.06.2007 | 11.08.2010 | 3      | Bulgarije        |
| Dimitar Telkiyski    | 05.09.2009 | 05.09.2009 | 1      | Bulgarije        |
| Konstantin Vassiljev | 02.09.2011 | 04.06.2014 | 29     | Estland          |
| Jakub Wawrzyniak     | 13.05.2014 | 11.10.2014 | 3      | Polen            |
| Petar Zanev          | 14.08.2013 | 10.10.2014 | 4      | Bulgarije        |